# سوندا كيلابا

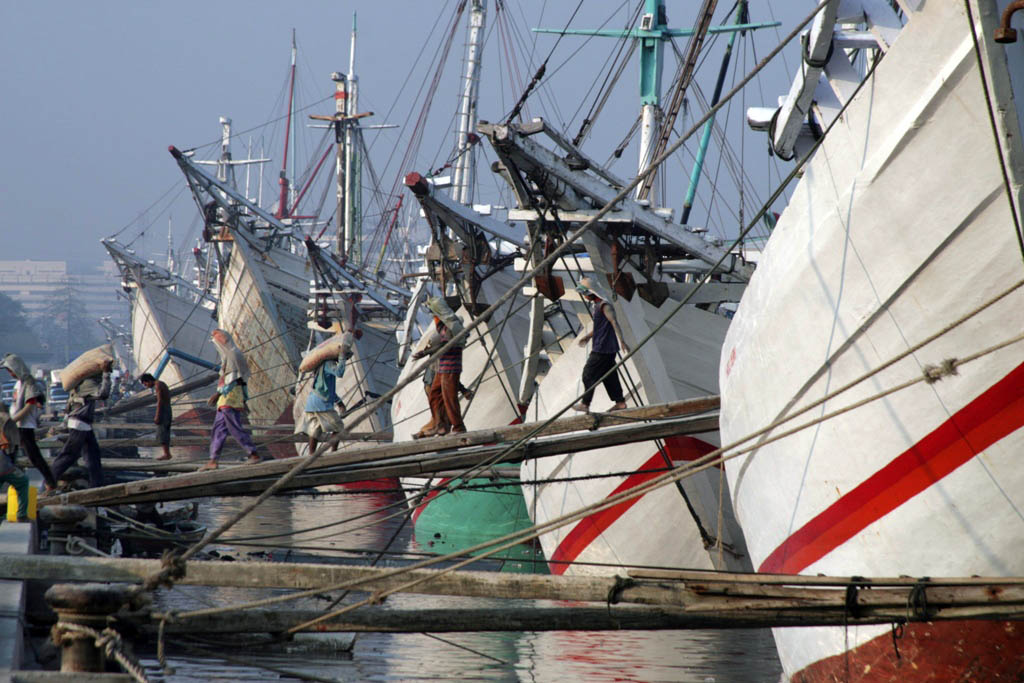
البينيسي يصطف في سوندا كيلابا، الميناء القديم جاكرتا.

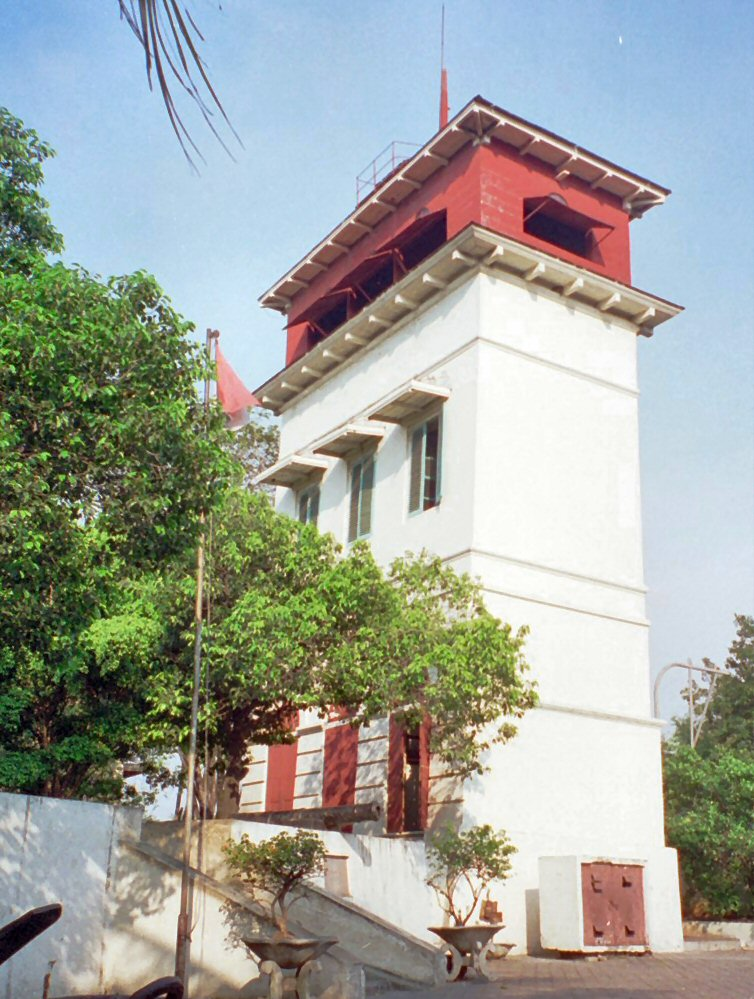
برج الميناء الرئيسي لسوندا كيلابا.

سوندا كيلابا (السوندية: Sunda Kalapa) هو الميناء القديم لجاكرتا يقع على مصب نهر تشي ليونغ. و"Sunda Kalapa" تعني في اللغة السوندية («سوندا جوز الهند ») هو الاسم الأصلي، وكان الميناء الرئيسي لمملكة سوندا.
اليوم الميناء القديم يستوعب فقط البينيسي، وهي سفينة شراعية تقليدية بها اثنين سارية خشبية تخدم خدمات الشحن بين الجزر في الأرخبيل كانت أصول جاكرتا في سوندا كيلابا
، على الرغم من أنه الآن فقط ميناء صغير وثانوي، كان جاكرتا أصولها في سوندا كيلابا وقد لعبت دورا هاما في تطور المدينة.

## التاريخ

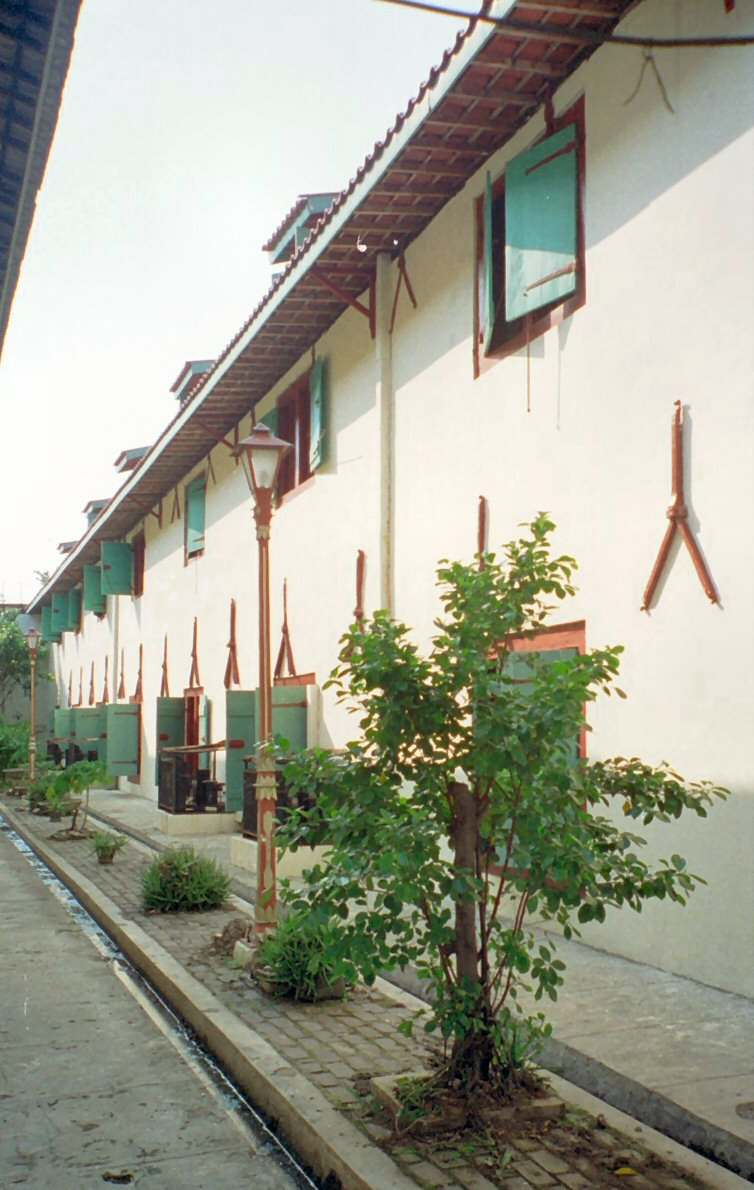
المستودعات القديمة بالقرب من ميناء سوندا كيلابا، والآن (المتحف البحري).

من القرن ال13 حتي ال16 كان سوندا كيلابا الميناء الرئيسي لمملكة سوندا.الميناء ازدهر على تجارة التوابل الدولية وخاصة الفلفل منتج التوابل الرئيسي لمملكة سوندا. سوندا كيلابا، جنبا إلى جنب مع آتشيه وماكاسار، كانت واحدة من عدد قليل من الموانئ الإندونيسية التي حافظت على العلاقات مع أوروبا.
في 1522، حصل البرتغاليون على إتفاقية سياسة اقتصادية مع مملكة سوندا، سلطة الميناء. في مقابل الحصول على مساعدات عسكرية ضد خطر صعود سلطنة ديماك الإسلامية الجاوية الملك ساراويسيسا ملك سوندا في ذلك الوقت، منح لهم حرية الوصول إلى تجارة الفلفل. البرتغاليين الذين كانوا في خدمة مليكه، جعلوا منازلهم في سوندا كيلابا.
ومع ذلك، في 1527، هاجم فتح الله نيابة عن ديماك البرتغاليين في سوندا كيلابا ونجح في فتح الميناء يوم 22 يونيو 1527، وبعد ذلك تم تغيير اسم سوندا كيلابا إلي جاياكارتا. ولاحقا أصبح الميناء جزءا من سلطنة بانتن.
في 1619، جان بيترزون كوين مسؤول يعمل في شركة الهند الشرقية الهولندية، استولي على ميناء جاياكارتا من سلطنة بانتين وتم تدمير المدينة. ومن رماد جاياكارتا بني الهولنديون مدينة جديدة باسم باتافيا.الميناء القديم بمثابة الميناء الرئيسي لباتافيا حتى أواخر القرن ال19، عندما قررت حكومة الهند الشرقية الهولندية بناء ميناء تانجونج بريوك جديد لاستيعاب حركة المرور المتزايدة نتيجة لافتتاح قناة السويس. يقع الميناء الجديد على بعد 9 كيلومترات إلى الشرق من الميناء القديم.. بعد استقلال جمهورية إندونيسيا أعادت تسمية الميناء القديم باتافيا إلى اسمه الأصلي سوندا كيلابا بمثابة تحية للتاريخ الطويل للميناء كمهد جاكرتا.